# Koskullskulle AIF
Koskullskulle Allmänna Idrottsförening (kurz Koskullskulle AIF) ist ein schwedischer Wintersportverein aus Koskullskulle. Der Verein besitzt heute auch eine Fußballabteilung, welche in den unteren schwedischen Ligen spielt.

## Geschichte
Der Verein wurde 1919 als reiner Wintersportverein gegründet. Zwischen 1970 und 1990 war der Verein ein Zentrum des Skispringens in Schweden. Zwischen 1975 und 1989 gewann der Verein die schwedischen Mannschaftsmeisterschaften im Skispringen. Bereits 1963 war der Verein in der Nordischen Kombination erfolgreich. Im Laufe der Jahre waren auch im Einzelspringen immer wieder Springer des Vereins erfolgreich. Bekanntestes Mitglied des Vereins ist Jan Boklöv, der zwischen 1985 und 1990 insgesamt acht Titel auf der Normal- und der Großschanze holte und für die Entwicklung des V-Stils im Skispringen verantwortlich ist, welcher um 1990 den Parallelstil ersetzte. Letzter erfolgreicher Springer des Vereins war Mikael Martinsson, der zwischen 1991 und 1995 ebenfalls acht nationale Titel gewann und im Weltcup sowie bei den Olympischen Winterspielen 1992 und 1994 erfolgreich startete.

## Skisprungschanzen
Der Koskullskulle AIF betreute die 1929 aus Holz erbaute und 1976 umgebaute Skisprungschanze Frejabacken in Koskullskulle mit einem Konstruktionspunkt bei 45 Metern (K 45). 1970 wurden dazu Schanzen mit K 10 und K 30 gebaut, letztere wurde 1985 und 1990 renoviert. 2017 wurden die verwahrlosten Anlagen abgerissen. Der Verein betreute auch die 1990 eröffnete Schanze Dundretkullen (K 90) südwestlich von Gällivare, die jedoch in letzter Zeit nicht mehr genutzt wurde und auch baufällig geworden ist.

## Bekannte Mitglieder
- Jan Boklöv, Gesamtweltcupsieger im Skispringen 1988/89, Erfinder des V-Stils
- Jan Holmlund, Schwedischer Meister im Skispringen 1979 und 1980[1]
- Kurt Elimä, Schwedischer Meister im Skispringen 1963 bis 1969[1] sowie Olympiateilnehmer 1964 und 1968, heute Skisprungtrainer im Verein
- Lennart Elimä, Schwedischer Meister im Skispringen 1978[1]
- Holger Karlsson, Olympiateilnehmer im Skispringen 1956 und 1964[3]
- Mikael Martinsson, Schwedischer Meister im Skispringen 1991 bis 1995[1]
- Olle Martinsson, Olympiateilnehmer im Skispringen 1964[4]